# تاليتا ألينكار
آنا تاليتا دي أوليفيرا ألينكار (بالبرتغالية: Ana Talita de Oliveira Alencar؛ مواليد 17 أكتوبر 1990) هي مُقاتلة فنون قتالية مختلطة برازيلية.

## وصلات خارجية
- هذه المقالة لا تملك بيانات على ويكي بيانات